# نادي فارنزي
نادي فارنزي (بالبرتغالية: Sporting Clube Farense) هو نادي كرة قدم برتغالي تأسس في 1910 ، يقع مقره الرئيسي في فارو، ويلعب في الدوري البرتغالي الدرجة الثانية.

## وصلات خارجية
- الموقع الرسمي
- هذه المقالة لا تملك بيانات على ويكي بيانات